# Camoapa
Camoapa é um município da Nicarágua, situado no departamento de Boaco. Tem 1,483 km² de área e sua população em 2020 foi estimada em 39.830 habitantes.